# Кэмпбелл, Джеймс (художник)
Джеймс Кэмпбелл (англ. James Campbell; 1828[…], Ливерпуль, Ланкашир — 1893[…], Ливерпуль, Ланкашир) — британский художник, близкий к прерафаэлитам.

## Биография
Родился в 1828 году в Ливерпуле. Учился сперва в Ливерпульской академии художеств, а затем в Королевской академии художеств в Лондоне.
Джеймс Кэмпбелл использовал художественную манеру, сформировавшуюся под влиянием прерафаэлитов, чтобы создавать жанровые сцены из жизни низшего среднего класса и городской бедноты, по своему содержанию близкие к критическому реализму передвижников. На сайте Художественной галереи Уокера в Ливерпуле Кэмпбелл описывается как «самый диккенсовский из всех прерафаэлитов».
Скончался Кэмпбелл в 1893 году в Беркенхеде.

## Галерея

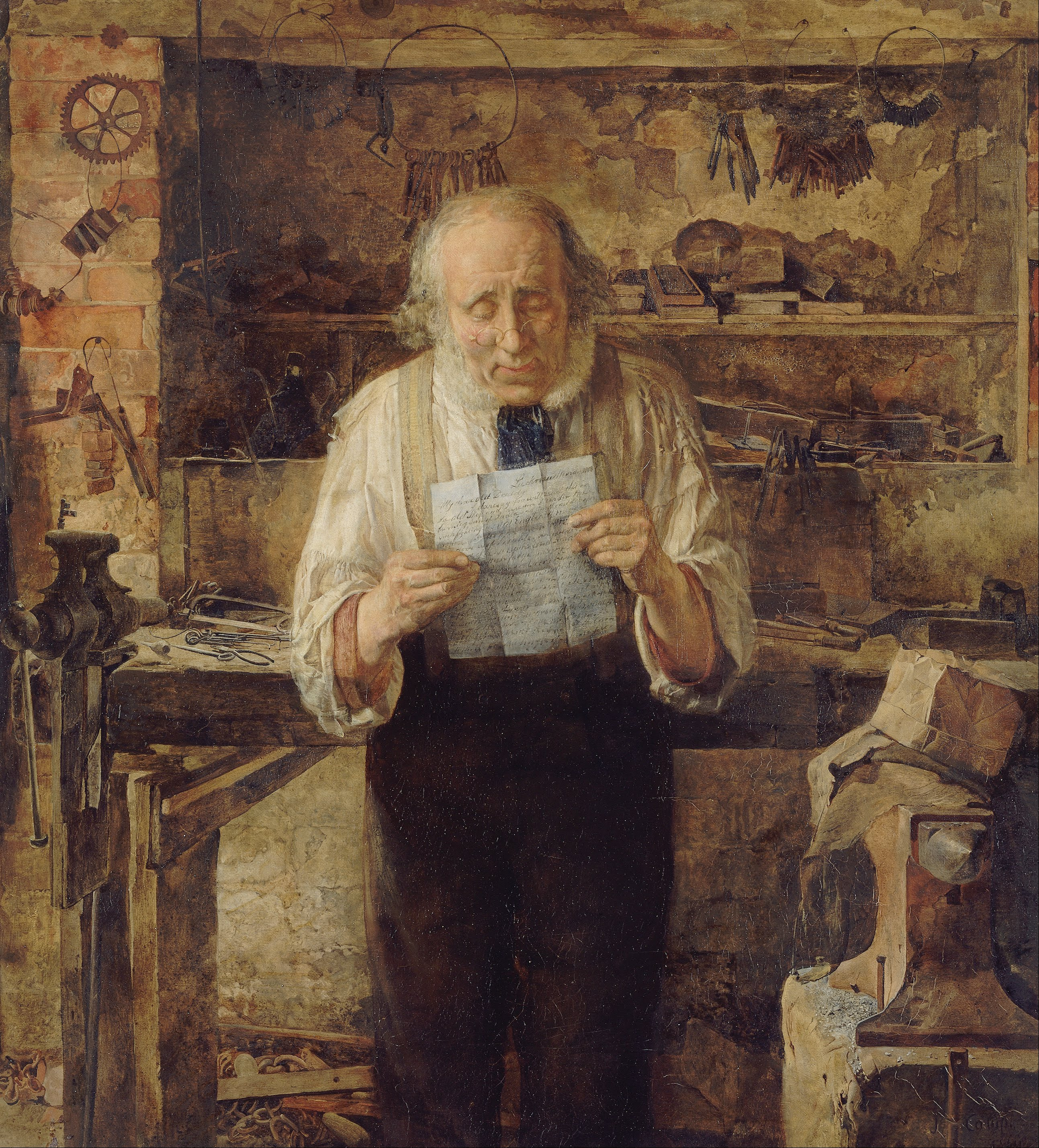
Письмо от сына. Художественная галерея Уокера, Ливерпуль
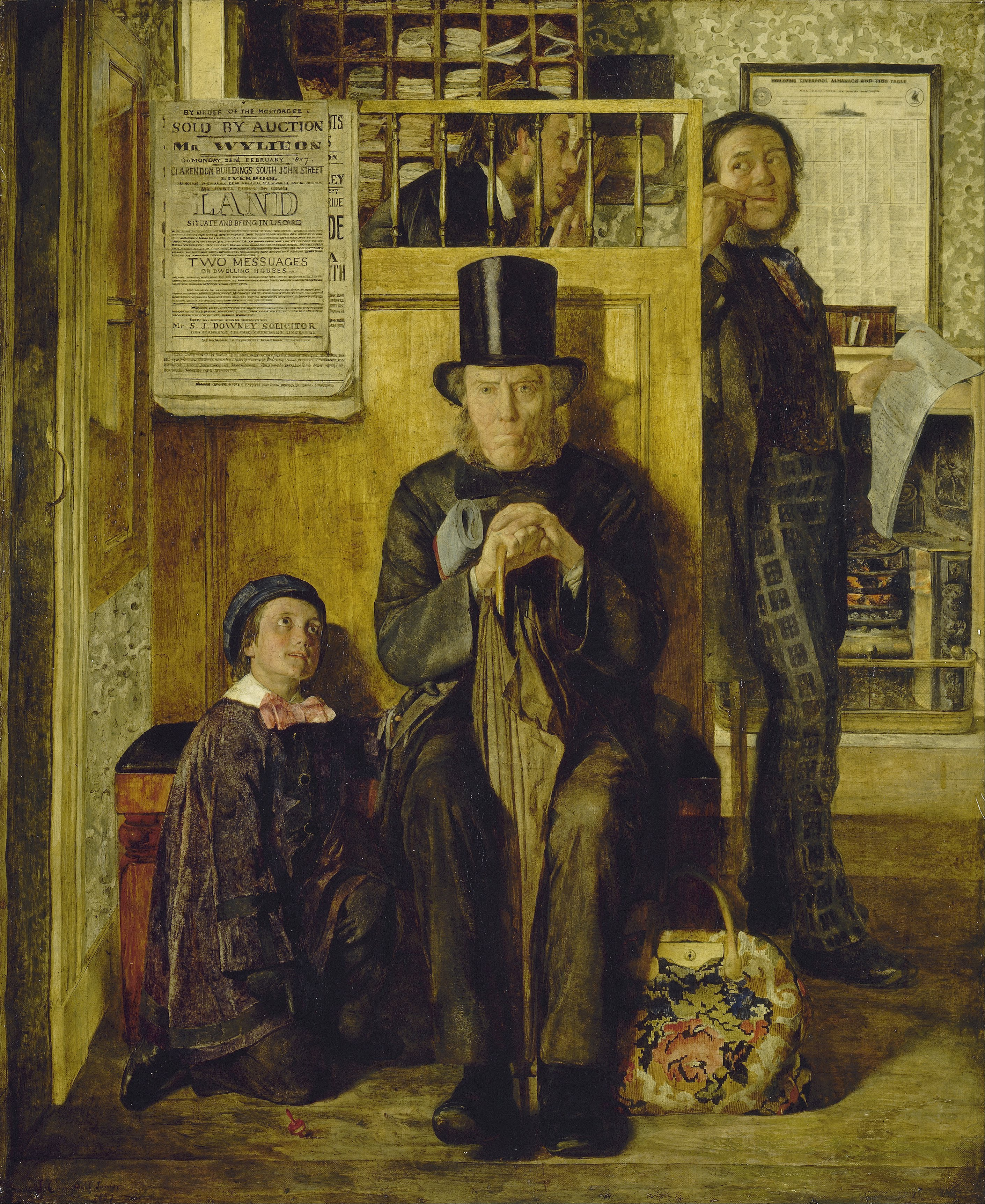
В очереди к юристу. Галерея Уокера